# Stacheldraht
Stacheldraht (che in tedesco significa filo spinato) è un malware per sistemi Linux e Solaris che serve per lanciare attacchi di tipo Distributed Denial of Service (DDoS). Un'analisi completa del tool è reperibile qui.

## Descrizione
Il tool fu creato dal gruppo chiamato Tribe Flood Network (TFN), autori anche dell'omonimo tool TFN e di trin00, intorno a giugno 1999 (ne parlarono anche la Repubblica e il corriere della Sera, anche se un po' più tardi). Stacheldraht può lanciare differenti attacchi di tipo DoS, come: UDP flood, ICMP flood, SYN flood e attacchi Smurf.
Il tool era stato concepito come un tipico sistema a tre livelli:
- master: il computer dell'attaccante, che controlla la rete dei computer zombie
- handler: computer compromessi che si occupano di smistare le comunicazioni tra master e agent
- agent: computer compromessi che ricevono i comandi dagli handler e che scagliano fisicamente gli attacchi informatici.

Questa struttura ad albero permette di ridurre il numero di messaggi che il master deve inviare in rete. Infatti se la rete fosse composta da 10000 agent, il master sarebbe costretto ad inviare 10000 messaggi, rischiando, a causa dei ritardi di rete, di perdere l'effetto di azione all'unisono. Usando invece 10 handler (che fungono da proxy) il numero di pacchetti si riduce di un fattore 10.
Fino all'avvento di Stacheldraht i messaggi inviati erano in chiaro, e quindi la rete poteva essere essa stessa soggetta ai classici attacchi al TCP (session hijacking). Per questo motivo venne creato un protocollo cifrato simile al telnet per controllare i computer.
Questo tipo di architettura rendeva facile risalire all'attaccante. Era sufficiente utilizzare un intrusion detection system o un semplice sniffer per capire l'origine dell'attacco. Successive tecniche hanno visto l'uso di altri canali di comunicazione meno diretti del TCP (come IRC o le reti peer-to-peer).
Di recente, nell'anno duemilatredici (2013), è nato un nuovo gruppo di programmatori che sta facendo leggermente impazzire il web. Questo gruppo prende il nome di stacheldraht.